# Zibel
Zibel je četvrt u Novom Sisku, Sisak. Smješten je na desnoj obali rijeke Kupe i ima oko 6500 stanovnika. Zibel se smatra sisačkim elitnim kvartom s prekrasnim, suvremenim kućama i stanovima, poznat je i naziv 'Sisački Pantovčak'. 
U ovoj se četvrti nalazi klizalište Zibel.
U Zibelu se nalazi i istoimeno kupalište i športsko-rekreacijski centar Zibel.